# Mas de les Marcetes (Manresa)
Mas de les Marcetes és una obra del municipi de Manresa (Bages) protegida com a bé cultural d'interès local.

## Descripció
Mas de considerables proporcions format per diversos cossos de planta baixa i dos pisos. Destaca el cos de galeria de la façana de migdia, amb un ritme d'arcs de punt rodó aixecats sobre prims pilars.
Té paraments de pedra i estuc. Les cobertes són a dues aigües, de teula àrab. Un mur de pedra tanca el pati d'accés.